# Samuel Moritz von Prittwitz und Gaffron
Samuel Moritz von Prittwitz und Gaffron (geb. 4. November 1753 in Schlesien; gest. 28. Februar 1811 in Neisse, Kreis Neisse, Provinz Schlesien) war ein preußischer Obristleutnant und Landrat.

## Leben

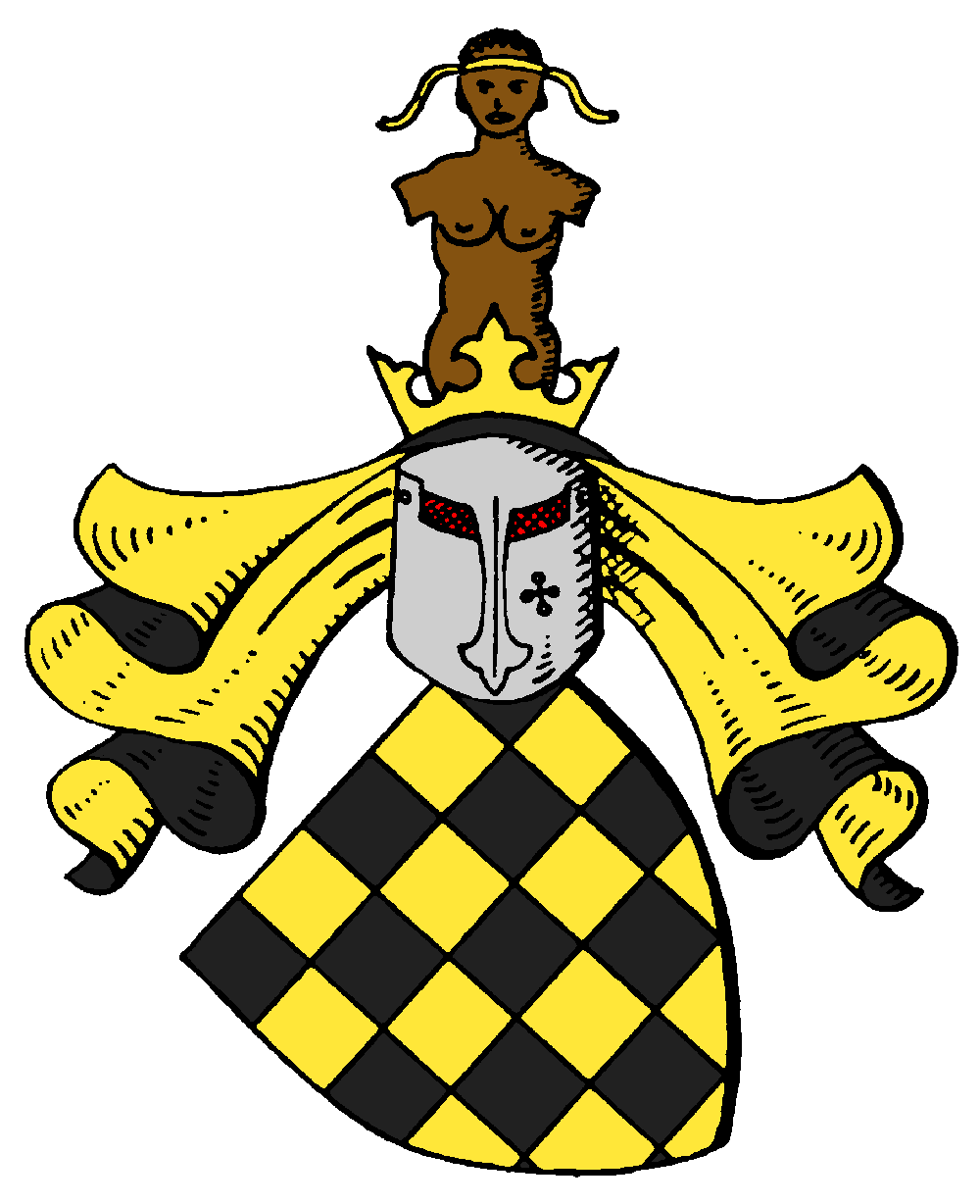
Stammwappen derer von Prittwitz

Samuel Moritz von Prittwitz und Gaffron war Angehöriger des schlesischen Adelsgeschlechts Prittwitz und Gaffron. Er war der Sohn von Caspar Moritz von Prittwitz und Gaffron (1722–1763), fürstlich oelsnischer Stallmeister und Erbherr der Güter Netsche und Steine und dessen Ehefrau Johanna Christiane (1727–1761), geb. von Hielscher. Samuel Moritz trat zunächst in die Preußische Armee ein und erreichte dort im Kürassier-Regiment von Pannewitz den Rang eines Leutnants. Im Jahr 1778 veräußerte er die aus der Erbschaft seines Vaters stammenden Güter Netsche und Steine, im Gegenzug erwarb er das Gut Klein Bresa im Kreis Strehlen. Zwischen 1784 und 1787 war er Landesältester der Breslau-Brieger Landschaft. 1789 wurde er zum Nachfolger von Friedrich von Arnold als Landrat des Landkreises Neisse ernannt, die Bestätigung folgte am 9. September 1789. Seit April 1794 amtierte er ferner als Direktor der Neisser Fürstentum-Landschaft. Nachdem er 1806 noch Intendant im preußischen Heer geworden war, wurde er nach der Schlacht bei Jena im Rang eines Obristleutnants von seinem aktiven Militärdienst verabschiedet. Das Amt als Landrat in Neisse übte er noch bis 1811 aus, Nachfolger wurde Leopold von Gilgenheimb.

## Persönliches
Samuel Moritz von Prittwitz und Gaffron war in erster Ehe mit Friederike Caroline Wilhelmine (1757–1781), geb. von Rothkirch aus dem Hause Stoberau, verheiratet. In zweiter Ehe vermählte er sich um das Jahr 1782 mit Henriette Gottliebe von Kessel (1763–1825). Die Kinder aus diese Ehe waren u. a. Friedrich Leonhard Moritz (1784–1808), Heinrich Moritz (1787–1857) und Wilhelmine Ernestine (1805–1879).